# 水上機場線
水上機場線（すいじょうきじょうせん）は、かつて存在した台湾鉄路管理局の鉄道路線。嘉義駅より分岐後、西に向かって水上空港に至る路線であった。開業日と廃止日については不明。